# Музичка школа „Саво Балабан” Приједор
Музичка школа „Саво Балабан” се налази у улици Бранислава Нушића 9, у Приједору. Основана је 1955. године. Име је добила по Сави Балабану који је један од оснивача школе.

## Историјат
Основана је 1955. године под називом Нижа музичка школа, када је уписано 85 ученика на смеру клавир и виолина. Од 1955. године носи име Школа за основно музичко образовање, а од 1994. године проширује своју делатност на средње музичко образовање и мења име у Средња и основна музичка школа Приједор.
Током свог развоја школа је отварала одељења за нове инструменте и повећавала број ученика. Данас ову школу похађа 400 редовних ученика на смеровима клавир, гитара, хармоника, виолина, кларинет, флаута, саксофон, соло певање и теоретско одељење. У музичким секцијама школе у Новом Граду, Кнежици и Омарској, музичким образовањем, у својству ванредних ученика, обухваћено је још сто ученика. Средњу музичку школу у Приједору похађају и ученици из суседних општина Сански Мост, Нови Град и Козарска Дубица.
Музичким програмом ученици прате готово све културне и друге манифестације, књижевне промоције, ликовне изложбе. Током године одржавају концерте у школи, позоришту, музеју, галерији. Редовно учествују на републичким као и на неколико међународних такмичења. Школа је један од иницијатора и покретача међународног фестивала хорова „Златна Вила”.
Тренутно је запослено преко тридесет предавача где су половина од тога бивши ученици школе. У мају 2009. године завршена је санација и реконструкција зграде школе, чиме су створени оптимални услови за рад и даљи развој музичког школства општине и регије. Од школске 2009—10. године, школа носи назив Музичка школа „Саво Балабан” Приједор, по једном од оснивача школе.

## Догађаји
Догађаји музичке школе „Саво Балабан”:
- Концерт Фантаст, Бечеј
- Музички фестивал „Sirmium”, Сремска Митровица
- Музички фестивал „String Fest”, Сремска Митровица
- Интернационални фестивал хармонике „Акордеон арт”
- Војвођански фестивал гитаре, Нови Сад
- Међународни фестивал гитаре, Сарајево
- Међународни фестивал дрвених дувача, Пожаревац
- Међународни фестивал гудача „Златне степенице”, Ваљево
- Међународни фестивал гудача, Сремска Митровица
- Међународни фестивал науке „Primavera”, Бијељина
- Међународни музички фестивал Аранђеловац
- Међународни фестивал „Akordeon fest”, Грац
- Међународни фестивал „Naissus Guitar”, Ниш
- Међународни сусрет хармоникаша, Пула
- Међународно такмичење Симић, Бијељина
- Међународно такмичење пијаниста, Вараждин
- Међународно такмичење пијаниста „Николај Рубинштајн”, Париз
- Међународно такмичење пијаниста, Бањалучки бијенале
- Међународно такмичење пијаниста „Memorijal Jurica Murai & Murai Grand Prix”, Вараждин
- Међународно такмичење младих пијаниста, Шабац
- Међународно такмичење младих пијаниста, Лозница
- Међународно такмичење „Бистрички Звуколик”, Марија Бистрица
- Међународно такмичење „Даворин Јенко”, Београд
- Међународно такмичење „Иван Ријавец”, Рогашка Слатина
- Међународно такмичење у Верони
- Меморијал Душан Протић, Београд
- Музичко такмичење у Смедереву
- Такмичење солфеђиста у Београду
- Такмичење музичких школа „Владо Милошевић”, Бања Лука